# Dust 514
《Dust 514》（也称EVE: DUST 514）是一款由CCP Games开发，运行于PlayStation 3平台的第一人称射击免费网络游戏。《Dust 514》的游戏背景为新伊甸并与CCP Games的另一款网络游戏EVE Online紧密连接。玩家的行为可以影响到另一个游戏。这两个游戏在2013年1月10日实现联动，并于1月22日开始了开放测试。2013年5月14日，游戏正式发行。由于各种原因，CCP Games在2016年5月30日停止运营游戏。

## 评价

### 发行前
IGN评论这个游戏十分有野心，游戏的最大创新是可以连接另一个游戏。

### 发行后
各方评价褒贬不一。